# Турунтаєва Марія Сергіївна
Марі́я Сергі́ївна Турунта́єва (1926 — 2025) — радянський працівник сільського господарства, доярка, Герой Соціалістичної Праці.

## Біографія
Народилася 10 жовтня 1926 року в селі Багаєво Кайбицького району Татарської АРСР. Закінчила п'ять класів місцевої школи і почала працювати в колгоспі. Батько загинув під час Другої світової війни, в сім'ї залишилися сиротами шестеро дітей. З весни 1942 року вона працювала на фермі, але була мобілізована на лісорозробки, за працю на яких була нагороджена медаллю.
Після закінчення війни Турунтаєва повернулася на молочнотоварну ферму. У 1968 році отримала від кожної закріпленої корови в середньому по 4000 кг молока. Школа передового досвіду Марії Турунтаєвої стала поширюватися в республіці. У 1969—1970 роках ініціювала змагання тваринників Апастовського району за гідну зустріч 100-річчя з дня народження В. І. Леніна. За перемогу в цьому змаганні занесена в Республіканську книгу Пошани і нагороджена медаллю «За доблесну працю. В ознаменування 100-річчя з дня народження В. І. Леніна». Враховуючи заслуги М. С. Турунтаєвої, в 1970 році їй довірили представляти тваринників Татарської АРСР на ВДНГ СРСР, де вона була удостоєна бронзової медалі «За заслуги в розвитку народного господарства СРСР».
Вийшла на пенсію по хворобі в 1973 році, але ще довго брала участь у суспільному житті колгоспу. Потім вона переїхала жити в місто Зеленодольськ, де в 2010 році урочисто відзначалося її 84-річчя.

## Нагороди
- У 1971 році М. С. Турунтаєвій присвоєно звання Героя Соціалістичної Праці з врученням ордена Леніна (за трудові досягнення у виробництві і заготівлях продукції тваринництва).
- Також нагороджена медалями СРСР, бронзовою медаллю ВДНГ СРСР, почесними грамотами Президії Верховної Ради Татарської АРСР, райвиконкому та райкому КПРС.